# Wólka Ciechomska
Wólka Ciechomska – wieś w Polsce położona w województwie lubelskim, w powiecie łukowskim, w gminie Wola Mysłowska.
Od XIV do XVIII wieku wieś nosiła nazwę Wola Mysłowska.
W 1794 r. zgodnie z obietnicą Tadeusza Kościuszki Ignacy Wyssogota Zakrzewski (także uczestnik powstania kościuszkowskiego, prezydent Warszawy w czasie Sejmu Wielkiego) zniósł pańszczyznę na tych ziemiach. Chłopi dostali wolność. Po trzecim rozbiorze tereny te należały do zaboru austriackiego. Po wojnach napoleońskich ziemie leżały w Księstwie Warszawskim. A po kongresie wiedeńskim w 1815 r. należał do Królestwa Polskiego, co oznacza że zaborcą byli Rosjanie.
W latach 1975–1998 miejscowość administracyjnie należała do województwa siedleckiego.
Wieś stanowi sołectwo w gminie Wola Mysłowska. 
Na przestrzeni 10 lat od Narodowego Spisu Powszechnego z roku 2011 liczba ludności zmniejszyła się ze 120 do 99 osób.
Wierni Kościoła rzymskokatolickiego należą do parafii Niepokalanego Serca Najświętszej Maryi Panny w Wilczyskach.